# ジュラシック・パーク/リデンプション
『ジュラシック・パーク: リデンプション』（Jurassic Park: Redemption）とは映画『ジュラシック・パーク』のシリーズのコミック作品の一つ。全I～Vの5冊からなるストーリー構成になっており、2010年にボブ・シュレックにより描かれ、IDWパブリッシングから出版された。ジュラシック・パークに登場していたハモンドの孫であるティムとレックスの大人が活躍する内容になっている。

## 登場人物
ティム・マーフィー
故ハモンドの裕福な孫で、レックスの弟。13年前の当時少年だったジュラシック・パーク事件の当事者の一人。亡くなったハモンドの意志を受け継ぎ、テキサス州ダイナサウルス・バレー州立公園内に恐竜造りの秘密の地下研究所を作り、付近のグレンローズ市に新しいジュラシック・パークの再建設を計画する。
テキサス州でパーク建設の為、幾つかの彼に同調するテキサス州下議員に協力を取り付けていた。また、オンライン入札でハモンドの杖を入札しようとした、L・ウォールドという怪しげな投資家とネット上で知り合い、パーク建設でのビジネスパートナーとなるが、L・ウォールドの正体はティムのパーク建設で復讐計画を企むピーター・ルドローであった。パークを作るに当たって、ジュラシック・パーク事件で肉食恐竜の怖さを身をもって体験している為、肉食恐竜は造らず、人間に優しい草食恐竜だけのジュラシック・パークを作ろうとしていた。
しかし、L・ウォールドと言う偽名を使い、ティムに近づいて復讐をしようとしたルドローの邪悪な破壊工作の計画により恐竜達が逃げ出して町を襲った時、その対応に迫られ、恐竜を食い止める為レックスやグラント、エリーらと共に協力する。
アレクシス（レックス）・マーフィー
故ハモンドの裕福な孫でティムの姉。13年前のジュラシック・パーク事件の当事者の一人。世界最大の有機栽培野菜の発送会社Lexxcropsの創設者にして社長。「メガ有名人」と呼ばれている。
イスラ・ヌブラル島とイスラ・ソルナ島の恐竜維持と島への立ち入り禁止の監視の為、国際連合本部ビルで演説し、各国に働きかけ協力を呼びかける。グレンローズ市にはLexxcropsの作物栽培の畑がある。
ティムのジュラシック・パークを開発するにグレンローズ市の一般人の抗議があったが、説得してなんとか鎮めていた。恐竜が町で暴れた時、ティムと一緒に対応し、駆けつけて来たグラントとエリーにも再会した。
ヘンリー・ウー
元ジュラシック・パークの遺伝子学者。ティムが計画する新しいジュラシック・パーク建設の為、バッカー博士と共にティムに雇われ、テキサス州の秘密の地下研究所で恐竜造りで働く。
ルイス・ドジスンの妨害工作活動により研究所で解放されたグラシリスクスにより、殺されたと思われていたが『ジュラシック・ワールド』にて生存していたことが判明する。
バッカー博士（Dr. Backer）
新しいジュラシック・パーク建設で恐竜造りの為、ティムに雇われたワイオミング州の古生物学者。
カルノタウルスが暴れた時に彼のチームが襲われるが彼一人生き残る。ティムを殺そうと現れたピーター・ルドローを殺す為、グラシリスクスをルドローの元に誘導した。その後、グレンローズの町に現れた恐竜を集める為に援助するが、ヴェロキラプトルに攻撃もされる。
ゼイビア・デルガド（Xavier Delgado）
テキサス州の小さな町グレンローズの保安官。町に現れた恐竜を捕らえる為、町のカウボーイらを集めてチームを結成し対応しようとしていた。ティム、レックス、グラント、エリーを護衛し励ます。
ルイス・ドジスン
『1』でインジェン社のライバル会社バイオシン・コーポレーションの遺伝学者だった人物。ティムのジュラシック・パーク建設の破壊工作を行い、恐竜を解き放つ為にルドローに雇われた。最後はトリケラトプスに突進された時、角で突き刺され死亡する。
アラン・グラント博士
古生物学者。13年前のジュラシック・パーク事件の当事者の一人。グレンローズ市で恐竜が暴れている事を知らされ、エリーと共に協力する為、駆けつけた。13年ぶりにティム、レックスと再会する。
エリー・サトラー博士
古植物学者。13年前のジュラシック・パーク事件の当事者の一人。グラントと一緒に恐竜を食い止める為に駆けつけた。
『3』では結婚して、姓はデグラーだったが、この作品では旧姓のサトラーで示されていた。
ピーター・ルドロー
ハモンドの甥。インジェン社の元社長。『2』のサンディエゴ事件で最後にティラノサウルスの親子に襲われ死んだと思われたが、インジェン社の従業員に救われ奇跡的に助かった。しかし、顔や体中に酷い傷を負う重症を負い、その後遺症で車椅子生活となり、顔もティムが彼と会った時、ルドローだと分からないほど、かつての面影も無い醜い姿となってしまった。
サンディエゴ事件で、長らく死んだと思われている事を利用し、隠居生活をしていた。彼は、L・ウォールド（L. Would）というアナグラムによる偽名を使い、オンライン入札で故ハモンドの杖をティムに要求。これで彼はティムの計画を支える投資家のふりをしてティムに近づこうとした。彼はハモンドと彼の子供に対して復讐の為、ティムの新しいジュラシック・パークの破壊の計画をする。ティムは肉食恐竜を造らないとしていたが、工作活動で肉食恐竜を造るように仕向け、それら肉食恐竜を逃がして暴れさせれば、ティムを刑務所に送りハモンドは人々から悪者として歴史の記憶に残ると考えていた。しかし、最後はティムを部屋に閉じ込めティムを殺そうとするが、バッカー博士の誘導により、1人で部屋にいるところをグラシリスクスにより殺された。
アーリング（Arling）
アルバニアの大使。

## 登場する恐竜
- カルノタウルス Carnotaurus
- ディメトロドン Dimetrodon
- グラシリスクス Gracilisuchus
- ムスサウルス Mussaurus
- オヴィラプトル Oviraptor
- プロトケラトプス Protoceratops
- プテラノドン Pteranodon
- トリケラトプス Triceratops
- ヴェロキラプトル Velociraptors
- モササウルス Mosasaur（カバーのみ）
- ティラノサウルス Tyrannosaurus rex（言及のみ）
- スピノサウルス Spinosaurus（カバーのみ）